# Габриел Нарутович
Га̀бриел Наруто̀вич (на полски: Gabriel Narutowicz) е полски хидроинженер и политик, министър на обществените работи (1920 – 1922), министър на външните работи (1922), първи президент на Полша (1922).
Нарутович е професор по хидротехническо строителство в Цюрихския технически университет и под негово ръководство са построени много ВЕЦ-ове в Западна Европа. Нарутович е смятан за пионер на електрификацията на Швейцария. След като Полша възвръща независимостта си през 1918 г., той се заема с политическа дейност. През 1920 – 1921 е министър на благоустройството, а през 1922 г. – министър на външните работи.
На 9 декември 1922 г. Националното събрание го избира за пръв президент на Полша и той полага клетва на 14 декември. Критикуван е от Националната демократическа партия заради социалистическите си възгледи. На 16 декември 1922 г. Габриел Нарутович е убит от фанатичния поддръжник на Националната демократическа партия Елегиуш Невядомски на художествена изложба, само 2 дена след като е встъпил в длъжност. Президентът е погребан във Варшавската катедрала.